# Conisania furcata
Conisania furcata là một loài bướm đêm trong họ Noctuidae.